# Immanuel Nobelius
Immanuel Nobelius (* 22. November 1757 in Uppsala; † 29. Januar 1839 in Gävle) war ein schwedischer Arzt. Sein Sohn war der Industrielle Immanuel Nobel (1801–1872), sein Enkel der Unternehmer und Stifter des Nobelpreises Alfred Nobel (1833–1896).

## Leben
Immanuel Nobelius kam 1757 als Sohn von Olaus Nobelius (1706–1760) und Anna Christina Wallin (1718–1781) auf die Welt. Eigentlich wollte er Medizin studieren, trat aber aus Kostengründen mit 15 Jahren in Uppsala in die Kathedralschule ein und wurde Feldscher. Vom Flottengeschwader in Karlskrona ließ er sich zum Uppsala-Regiment versetzen. Nach einer Dienstzeit auf der Festung Svartholmen kam er zurück nach Uppsala, wo er 1789 von dem Stockholmer Professor Olof af Acrel, dem „nordischen Desault“, einen Lehrbrief als Geselle ausgestellt bekam. Nachfolgend studierte er Medizin, erwarb aber keinen Titel. Dennoch bewarb er sich für eine Stelle als Lazarettarzt in Wenersborg, die er von 1794 bis 1796 innehatte. Später wurde er Vizeprovinzialarzt am Krankenhaus von Gävle, wo er an der Einführung der Impfung beteiligt war.
Nobel war ab 1787 mit Anna Kristina Rosell verheiratet, die bereits 1795 verstarb. 1800 heiratete er Brita Katarina Ahlberg. Aus beiden Ehen gingen je drei Kinder hervor.

## Von Nobelius zu Nobel
Der Name Nobelius stammt vom Heimatort der Familie, Nöbbelöv (heute Simrishamn) in Schonen. Da lateinische Namen im Militär unüblich waren, wurde er zunächst zu Nobell verkürzt und 1785 schließlich in Nobel geändert.